# Henry Helm Clayton

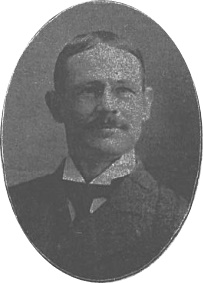
Henry Helm Clayton (um 1908)

Henry Helm Clayton (* 12. März 1861 in Murfreesboro, Tennessee; † 26. Oktober 1946 in Canton, Massachusetts) war ein  US-amerikanischer Meteorologe.

## Leben und Leistung

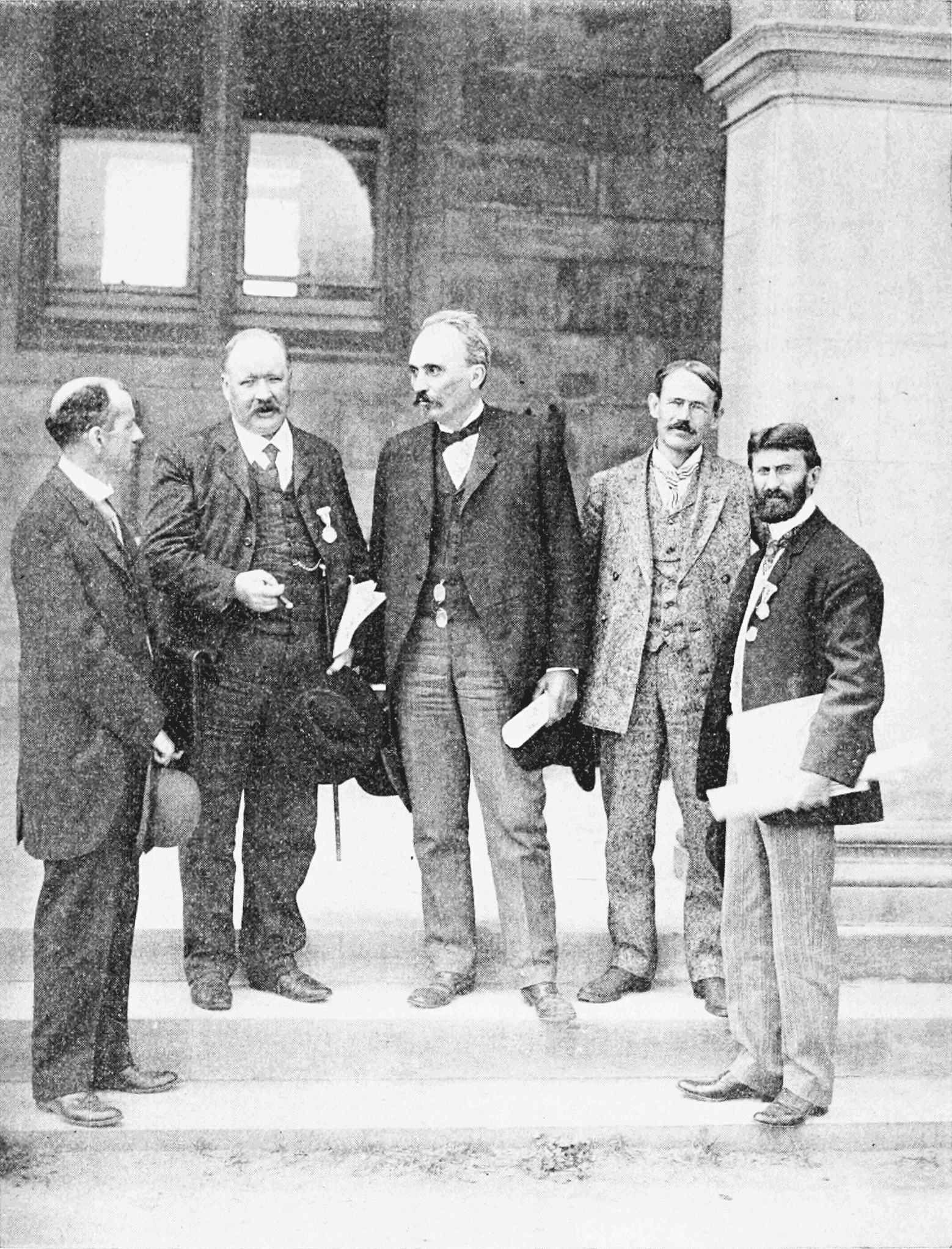
International Congress of Arts and Science, Saint Louis 1904, v. l. n. r.: Rotch, Svante Arrhenius, Francis E. Nipher, Clayton, Louis A. Bauer

Clayton wurde als Sohn des Arztes Henry H. Clayton (1826–1888) geboren. Wegen seiner schwachen Konstitution besuchte er keine öffentliche Schule, sondern wurde im Hause seiner Eltern unterrichtet. 1878 begann er mit ersten Untersuchungen lokaler Unwetter. Nachdem er 1882 geholfen hatte, den Wetterdienst in Tennessee aufzubauen, war er 1884 bis 1885 als Assistent am Observatorium der Universität Michigan tätig. In dieser Zeit war er Mitherausgeber der Zeitschrift American Meteorological Journal. Nach drei Monaten am Harvard-College-Observatorium holte ihn Abbott Lawrence Rotch als Assistent an sein privat finanziertes Blue-Hill-Observatorium in Milton, Massachusetts. Dort führte Clayton zunächst umfangreiche Wolken- und Windbeobachtungen durch, die unter anderem zur Entdeckung des Egnell-Clayton-Gesetzes führten.
1894 lud er den Drachen-Pionier William Abner Eddy (1850–1909) an das Blue-Hill-Observatorium ein. Am 4. August 1894 gelang es ihnen, einen Thermographen mit einem Gespann aus fünf Eddy-Drachen in eine Höhe von 436 Metern zu befördern. Durch diese Pioniertat und die Vervollkommnung der Wetterdrachen in den nachfolgenden Jahren, etablierte Clayton eine effiziente Methode zum Studium der höheren Atmosphärenschichten, die bis in die 1940er Jahre an vielen aerologischen Observatorien weltweit angewandt wurde. Clayton hält auch den noch heute gültigen Höhenweltrekord eines einzelnen Drachens. Am 28. Februar 1898 brachte er einen von ihm weiterentwickelten Hargrave-Kastendrachen mit einer Segelfläche von acht Quadratmetern auf eine Höhe von 3801 Metern. 1905 leitete er die Expedition von Rotch und Léon-Philippe Teisserenc de Bort zum Studium der atmosphärischen Verhältnisse in der Passatregion im Nordatlantik mit Hilfe von Wetterdrachen und -ballons. Er legte dabei eine Strecke von über 19.000 Kilometern zurück.
Clayton war bestrebt, die Ergebnisse seiner meteorologischen Forschung für die Verbesserung der Wettervorhersage zu nutzen. Insbesondere suchte er nach einer Möglichkeit, verlässliche Langzeitprognosen auf der Grundlage periodisch wiederkehrender Witterungsbedingungen zu erstellen. Schon ab 1886 signalisierte er kurzfristige lokale Wetterprognosen durch das Hissen von Flaggen am Observatorium, das aufgrund seiner exponierten Lage auf dem Great Blue Hill weithin sichtbar ist. Clayton setzte sich engagiert dafür ein, den nationalen Wetterdienst, der der amerikanischen Armee unterstand, einer zivilen Behörde anzugliedern. Das führte 1891 zur Bildung des United States Weather Bureau am Landwirtschaftsministerium. Clayton arbeitete dort von 1891 bis 1893. Anschließend kehrte er an das Blue-Hill-Observatorium zurück, wo er bis 1909 blieb. 1896/97 gab er im Blue Hill Weather Bulletin wöchentliche Wettervorhersagen heraus. Von 1913 bis 1922 arbeitete Clayton für den argentinischen Wetterdienst. In dieser Zeit begann er, sich intensiv mit dem Einfluss der Sonnenaktivität auf das Wetter zu beschäftigen. Nach seiner Rückkehr gründete er einen privaten Wetterdienst in Canton, Massachusetts, und betätigte sich als Berater privater Firmen. Daneben führte er seine Forschungsarbeit fort. In enger Zusammenarbeit mit Charles Greeley Abbot, dem Direktor des Smithsonian Astrophysical Observatory, versuchte er, Korrelationen zwischen den Schwankungen der Solarkonstante und dem Wetter zu finden, was letztlich scheiterte. Erst 40 Jahre später ergaben Satellitenbeobachtungen, dass die von Abbot gefundenen Schwankungen der Solarkonstante auf Messfehlern beruht hatten. Eine Frucht der Zusammenarbeit Claytons mit der Smithsonian Institution waren die von ihm herausgegebenen World Weather Records, eine Zusammenstellung weltweit gesammelter meteorologischer Daten.
Clayton war Gründungsmitglied der American Meteorological Society, Mitglied der American Academy of Arts and Sciences (1893) und langjähriger Präsident der Boston Scientific Society.
1907 nahm er im deutschen Ballon Pommern am Gordon-Bennett-Rennen in Saint Louis teil, obwohl er zuvor noch nie eine Ballonfahrt gemacht hatte. Gemeinsam mit dem Piloten Oskar Erbslöh gewann er den Pokal nach einer 40-stündigen Fahrt, die den Ballon bis in die Nähe des 1.400 Kilometer entfernten Asbury Park in New Jersey führte.
Clayton heiratete 1892 Frances Fawn Comyn. Das Paar hatte drei Kinder: Henry Comyn, Lawrence Locke und Frances Lindley.

## Schriften (Auswahl)
- Henry H. Clayton und Sterling P. Fergusson: Measurements of cloud heights and velocities. John Wilson and Son, Cambridge 1892
- Sterling P. Fergusson und Henry H. Clayton: Exploration of the air by means of kites. John Wilson and Son, Cambridge 1897
- Henry H. Clayton: Variation in solar radiation and the weather. Smithsonian Inst., Washington 1920
- Henry H. Clayton: World Weather. Macmillan, New York 1923
- Henry H. Clayton: The bearing of polar meteorology on world weather. In: W. L. G. Joerg (Hrsg.): Problems of polar research (= Am. Geogr. Soc. Special Publ. No. 7), New York 1928, S. 27–37
- Henry H. Clayton: The sunspot period. Smithsonian Inst., Washington 1939
- Henry H. Clayton: Solar relations to weather and life. The Clayton weather service, Canton, Massachusetts, 1943